# Liste der Baudenkmäler in Fürth-Flexdorf
In der Liste der Baudenkmäler in Flexdorf sind die Baudenkmäler im Fürther Ortsteil Flexdorf aufgelistet. Zu diesen Baudenkmälern gibt es auch eine Bildersammlung.
Diese Liste ist eine Teilliste der Liste der Baudenkmäler in Fürth. Grundlage der Liste ist die Bayerische Denkmalliste, die auf Basis des bayerischen Denkmalschutzgesetzes vom 1. Oktober 1973 erstmals erstellt wurde und seither durch das Bayerische Landesamt für Denkmalpflege geführt und aktualisiert wird. Die folgenden Angaben ersetzen nicht die rechtsverbindliche Auskunft der Denkmalschutzbehörde.

## Baudenkmäler nach Straßen
| Lage                            | Objekt            | Beschreibung | Akten-Nr.                | Bild      |
| ------------------------------- | ----------------- | --- | ------------------------ | --------- |
| Flexdorfer Straße 30 (Standort) | Bauernhof         | Wohnstallhaus, erdgeschossiger giebelständiger Sandsteinquaderbau mit Satteldach und Gesimsteilung, Eckvoluten und pflanzlichem Reliefdekor am Straßengiebel, bez. 1770; Scheune, traufseitiger Sandsteinquaderbau mit Satteldach, wohl letztes Viertel 18. Jahrhundert; Einfriedung, Pfeilgitterzaun, wohl zweite Hälfte 19. Jahrhundert. | D-5-63-000-1522          | Bauernhof |
| Flexdorfer Straße 34 (Standort) | Stall und Scheune | Stallteil eines ehemaligen Bauernhauses, zweigeschossiger giebelständiger Sandsteinquaderbau mit Satteldach, um 1819; Scheune, erdgeschossiger giebelständiger Fachwerk- und Sandsteinquaderbau mit Satteldach, wohl 18. Jahrhundert. | D-5-63-000-1523 Wikidata | BW        |